# Ministère des Finances (Indonésie)
Le ministère des Finances de l'Indonésie (en indonésien : Kementerian Keuangan, souvent abrégé en Kemenkeu) est le ministère du cabinet indonésien chargé des finances et des actifs de l'État. La ministre actuelle est Sri Mulyani.

## Historique

### Période coloniale
La Compagnie néerlandaise des Indes orientales avait la charge d'émettre de la monnaie sous le règne du gouverneur général Jan Pieterszoon Coen. Depuis le 17e siècle, la Compagnie néerlandaise des Indes orientales a augmenté les recettes de l'État. L'entreprise a augmenté ces recettes par une obligation de restitution de produits agricoles (verplichte leverentie), une restriction à la production agricole (contingenten, qui a fait augmenter le prix) et une obligation de planter certains produits agricoles stratégiques tels que le café (preangerstelsel). 
Lorsque les Britanniques ont pris le contrôle des Indes orientales néerlandaises dans le cadre de la guerre de la sixième coalition, ils ont nommé Stamford Raffles lieutenant-gouverneur. Celui-ci mène une réforme par le biais de l'impôt foncier (landrent), qui a modifié l'ancien système néerlandais, pour permettre au public d'acheter des produits britanniques avec de l'argent. Cette réforme n'a pas réussi à introduire un système monétaire standardisé en raison d'un manque de soutien de l'aristocratie locale et d'une connaissance publique insuffisante de la monnaie et du calcul de la fiscalité. 
Après les guerres napoléoniennes, les Indes orientales hollandaises ont été rendues aux Hollandais par les Britanniques en vertu du traité anglo-néerlandais de 1814. Le gouverneur général Du Bus a repris le développement économique et créé la De Javasche Bank dans le cadre de la réforme du système financier et de paiement. En 1836, van den Bosch introduit la plantation forcée (cultuurstelsel) pour produire des produits mondialement favorisés. Les plantations forcées ont remplacé le système d'imposition foncière et visaient à introduire l'économie monétaire dans la société. Les plantations forcées et le travail forcé ont eu un effet suffisant pour introduire l'économie monétaire. 
La politique gouvernementale est ensuite passée à l'économie libérale. La politique a été mise en œuvre comme un « laissez faire, laissez passer », dans lequel la responsabilité économique est transférée au secteur privé. Le ministère des Finances (Departement van Financien) a été créé pour coordonner, développer et soutenir l'administration financière. Une administration financière centralisée a été effectuée pour faciliter la gestion des recettes et des dépenses de l'État. 
La Seconde Guerre mondiale a mis le gouvernement colonial néerlandais dans une position difficile. Avant le débarquement japonais, le président de la De Javasche Bank, le Dr GG van Buttingha Wichers, a envoyé les dépôts d'or en Afrique du Sud et en Australie depuis Cilacap. Le gouvernement colonial japonais a forcé la reddition des banques britannique, néerlandaise et chinoise. La guerre a créé une crise financière. 

### Première indépendance
Après la capitulation du Japon face aux puissances alliées en août 1945, l'Indonésie a déclaré son indépendance. La situation économique était désastreuse en raison de l'inflation élevée (due à la circulation de l'argent de la De Javasche Bank, de l'argent des Indes néerlandaises et du yen japonais). Le Dr Samsi, en tant que ministre des Finances, avait des informations selon lesquelles Escompto Bank à Surabaya détenait des fonds de réserve du gouvernement colonial néerlandais. 